# Arithmomantie
Arithmomantie bezeichnet eine antik-griechische Wahrsagungstechnik durch Zahlen. Der Ausdruck setzt sich aus Wörtern ἀριϑμός arithmós (Zahl) und μαντεία manteía (Wahrsagung) zusammen. Es wurde jedem Buchstaben ein bestimmter Wert zugeordnet. Bei Kämpfen zum Beispiel wurde so vorhergesagt, welcher der Kontrahenten gewinnen würde, d. h. der Kämpfer, dessen Name den höheren Wert hat.
Diese Technik war auch in Mesopotamien sehr verbreitet.

## Sonstiges
In den Harry-Potter-Romanen wird die alternative Schreibweise Arithmantik verwendet.